# Pallamano ai Giochi della XXIX Olimpiade - Torneo femminile
Il torneo femminile di pallamano ai Giochi della XXIX Olimpiade si è svolto dal 9 al 23 agosto 2008 ed è stato ospitato dall'Olympic Sports Centre Gymnasium e, per le fasi finali, dallo stadio coperto nazionale di Pechino.
La medaglia d'oro è stata vinta per la prima volta dalla Norvegia, che ha superato in finale per 34-27 la Russia, alla quale è andata la medaglia d'argento. La medaglia di bronzo è stata vinta dalla Corea del Sud, che nella finale per il terzo posto ha sconfitto l'Ungheria per 33-28.
Il numero di squadre partecipanti era stato aumentato da dieci a dodici. La fase preliminare a gironi vide nel girone A la Norvegia vincere tutte e cinque le partite, mentre nel girone B la Russia aveva concluso al primo posto vincendo quattro gare e pareggiando la gara d'esordio con la Corea del Sud. Nei quarti di finale la Russia superò la Francia di un solo punto dopo due tempi supplementari. In semifinale le norvegesi superarono le sudcoreane di un solo punto in una partita molto combattuta e decisa dalla rete di Gro Hammerseng allo scadere, mentre le russe superarono le ungheresi di due punti dopo che quest'ultime avevano recuperato buona parte dello svantaggio accumulato nel corso del primo tempo. La finale vide la Norvegia davanti per tutto il tempo, raggiungendo il massimo vantaggio di 11 reti di distanza a due minuti dal termine della partita, ma quattro reti consecutive delle russe ridussero lo svantaggio e la partita di concluse sul 34-27 per la Norvegia.

## Formato
Le dodici squadre partecipanti sono state divise in due gironi da sei e ciascuna squadra affronta tutte le altre, per un totale di cinque giornate. Le prime quattro classificate accedevano ai quarti di finale. Le sconfitte dai quarti di finale partecipavano a dei play-off per la definizione dei piazzamenti.

## Squadre partecipanti
|                                     | Data               | Sede       | Posti | Qualificate           |
| ----------------------------------- | ------------------ | ---------- | ----- | --------------------- |
| Paese organizzatore                 |                    |            | 1     | Cina                  |
| Campionato europeo 2006             | 7-17 dicembre 2006 | Svezia     | 1     | Norvegia              |
| Giochi panamericani 2007            | 14-29 luglio 2007  | Brasile    | 1     | Brasile               |
| Torneo asiatico di qualificazione   | 25-29 agosto 2007  | Kazakistan | 1     | Kazakistan            |
| Campionato mondiale 2007            | 2-16 dicembre 2007 | Francia    | 1     | Russia                |
| Campionato africano 2008            | 8-17 gennaio 2008  | Angola     | 1     | Angola                |
| Torneo olimpico di qualificazione 1 | 28-30 marzo 2008   | Germania   | 2     | Germania Svezia       |
| Torneo olimpico di qualificazione 2 | 28-30 marzo 2008   | Romania    | 2     | Romania Ungheria      |
| Torneo olimpico di qualificazione 3 | 28-30 marzo 2008   | Francia    | 2     | Francia Corea del Sud |
| Totale                              |                    |            | 12    |                       |

## Fase a gironi

### Girone A

#### Classifica
| Pos. | Squadra    | Pt | G | V | N | P | GF  | GS  | DR  |
| ---- | ---------- | -- | - | - | - | - | --- | --- | --- |
| 1.   | Norvegia   | 10 | 5 | 5 | 0 | 0 | 154 | 106 | +48 |
| 2.   | Romania    | 8  | 5 | 4 | 0 | 1 | 150 | 112 | +38 |
| 3.   | Cina       | 4  | 5 | 2 | 0 | 3 | 122 | 135 | -13 |
| 4.   | Francia    | 4  | 5 | 2 | 0 | 3 | 121 | 128 | -7  |
| 5.   | Kazakistan | 3  | 5 | 1 | 1 | 3 | 109 | 137 | -28 |
| 6.   | Angola     | 1  | 5 | 0 | 1 | 4 | 109 | 147 | -38 |

#### Risultati
| Arbitro: | Chernega, Poladenko |

|             |           |                      |
| Herbrecht 8 | Marcatori | Bengue, De Almeida 5 |

| Arbitro: | Aires Menezes, Aparecido Pinto |

|          |           |                |
| Elisei 6 | Marcatori | Ajiderskaya 10 |

| Arbitro: | Elmoamli, Shaban Ali |

|              |           |        |
| Hammerseng 7 | Marcatori | Li W 8 |

| Arbitro: | Breto, Huelin |

|               |           |             |
| Ajiderskaya 7 | Marcatori | Lacrabere 6 |

| Arbitro: | Liu S, Liu F |

|              |           |              |
| De Almeida 5 | Marcatori | Riegelhuth 6 |

| Arbitro: | Liudownyk, Vakula |

|       |           |           |
| Wei 6 | Marcatori | Amariei 9 |

| Arbitro: | Lemme, Ullrich |

|          |           |          |
| Maier 11 | Marcatori | Tervel 6 |

| Arbitro: | Canbro, Claesson |

|       |           |              |
| Liu 7 | Marcatori | De Almeida 8 |

| Arbitro: | Aires Menezes, Aparecido Pinto |

|                  |           |              |
| Lybekk, Nyberg 5 | Marcatori | Vassilyeva 6 |

| Arbitro: | Lemme, Ullrich |

|            |           |              |
| Pikalova 8 | Marcatori | Li Weiwei 11 |

| Arbitro: | Aires Menezes, Aparecido Pinto |

|         |           |            |
| Maier 7 | Marcatori | De Almeida |

| Arbitro: | Krstic, Ljubic |

|            |           |                      |
| Baudouin 6 | Marcatori | Nyberg, Riegelhuth 6 |

| Arbitro: | Din, Dinu |

|          |           |                                 |
| Bengue 6 | Marcatori | Ajiderskaya, Kubrina, Portova 5 |

| Arbitro: | Chernega, Poladenko |

|                    |           |                   |
| Johansen, Lybekk 4 | Marcatori | Amariei, Stanca 5 |

| Arbitro: | Liudowyk, Vakula |

|          |           |      |
| Ayglon 5 | Marcatori | Wu 5 |

### Girone B

#### Classifica
| Pos. | Squadra       | Pt | G | V | N | P | GF  | GS  | DR  |
| ---- | ------------- | -- | - | - | - | - | --- | --- | --- |
| 1.   | Russia        | 9  | 5 | 4 | 1 | 0 | 148 | 125 | +23 |
| 2.   | Corea del Sud | 7  | 5 | 3 | 1 | 1 | 155 | 127 | +28 |
| 3.   | Ungheria      | 5  | 5 | 2 | 1 | 2 | 129 | 142 | -13 |
| 4.   | Svezia        | 4  | 5 | 2 | 0 | 3 | 123 | 137 | -14 |
| 5.   | Brasile       | 3  | 5 | 1 | 1 | 3 | 124 | 137 | -13 |
| 6.   | Germania      | 2  | 5 | 1 | 0 | 4 | 123 | 134 | -11 |

#### Risultati
| Arbitro: | Licis, Stolarovs |

|                   |           |                   |
| Verten, Gorbicz 7 | Marcatori | Islas Helgesson 6 |

| Arbitro: | Gjeding, Hansen |

|               |           |         |
| Marennikova 6 | Marcatori | Kim O 7 |

| Arbitro: | Breto, Huelin |

|          |           |          |
| Krause 6 | Marcatori | Santos 6 |

| Arbitro: | Baum, Goralczyk |

|           |           |           |
| Amorim 10 | Marcatori | Gorbicz 8 |

| Arbitro: | Krstic, Ljubic |

|        |           |                   |
| Hong 6 | Marcatori | Jurack, Loerper 4 |

| Arbitro: | Din, Dinu |

|               |           |         |
| Wiel Freden 6 | Marcatori | Turej 6 |

| Arbitro: | Licis, Stolarovs |

|                |           |              |
| Poltorackaja 6 | Marcatori | Nascimento 5 |

| Arbitro: | Baum, Goralczyk |

|            |           |               |
| An, Park 7 | Marcatori | Ahlm, Boson 6 |

| Arbitro: | Gjeding, Hansen |

|          |           |           |
| Krause 9 | Marcatori | Gorbicz 9 |

| Arbitro: | Licis, Stolarovs |

|              |           |         |
| Nascimento 9 | Marcatori | Hong 10 |

| Arbitro: | Bord, Buy |

|                 |           |        |
| Althaus, Worz 5 | Marcatori | Ahlm 7 |

| Arbitro: | Din, Dinu |

|           |           |            |
| Gorbicz 6 | Marcatori | Postnova 8 |

| Arbitro: | Bord, Buy |

|        |           |         |
| Ahlm 7 | Marcatori | Rosas 5 |

| Arbitro: | Gjeding, Hansen |

|            |           |        |
| Postnova 8 | Marcatori | Worz 8 |

| Arbitro: | Breto, Huelin |

|           |           |      |
| Gorbicz 7 | Marcatori | Oh 6 |

## Fase finale

### Tabellone
|  | Quarti di finale        | Quarti di finale        |                         |          | Semifinali         | Semifinali         |  |  | Finale                  | Finale |
|  |                         |                         |                         |          |                    |                    |  |  |                         |        |
|  | Pechino, 19 agosto 2008 |                         |                         |          |                    |                    |  |  |                         |        |
|  |                         |                         |                         |          |                    |                    |  |  |                         |        |
|  | Romania                 | 30                      |                         |          |                    |                    |  |  |                         |        |
|  | Romania                 | 30                      | Pechino, 21 agosto 2008 |          |                    |                    |  |  |                         |        |
|  | Ungheria                | 34                      |                         |          |                    |                    |  |  |                         |        |
|  | Ungheria                | 34                      | Ungheria                | 20       |                    |                    |  |  |                         |        |
|  | Pechino, 19 agosto 2008 |                         | Ungheria                | 20       |                    |                    |  |  |                         |        |
|  |                         | Russia                  | 22                      |          |                    |                    |  |  |                         |        |
|  | Russia                  | Russia                  | 22                      | 32       |                    |                    |  |  |                         |        |
|  | Russia                  |                         | Pechino, 23 agosto 2008 | 32       |                    |                    |  |  |                         |        |
|  | Francia                 | 31                      |                         |          |                    |                    |  |  |                         |        |
|  | Francia                 | 31                      | Russia                  | 27       |                    |                    |  |  |                         |        |
|  | Pechino, 19 agosto 2008 |                         | Russia                  | 27       |                    |                    |  |  |                         |        |
|  |                         | Norvegia                | 34                      |          |                    |                    |  |  |                         |        |
|  | Corea del Sud           | Norvegia                | 34                      | 31       |                    |                    |  |  |                         |        |
|  | Corea del Sud           | Pechino, 21 agosto 2008 |                         | 31       |                    |                    |  |  |                         |        |
|  | Cina                    | 23                      |                         |          |                    |                    |  |  |                         |        |
|  | Cina                    | 23                      | Corea del Sud           | 28       | Finale terzo posto | Finale terzo posto |  |  |                         |        |
|  | Pechino, 19 agosto 2008 |                         | Corea del Sud           | 28       | Finale terzo posto | Finale terzo posto |  |  |                         |        |
|  |                         | Norvegia                | 29                      |          |                    |                    |  |  |                         |        |
|  | Norvegia                | Norvegia                | 29                      | 31       | Corea del Sud      | 33                 |  |  |                         |        |
|  | Norvegia                |                         |                         | 31       | Corea del Sud      | 33                 |  |  |                         |        |
|  | Svezia                  | 24                      |                         | Ungheria | 28                 |                    |  |  |                         |        |
|  | Svezia                  | 24                      |                         |          | 28                 |                    |  |  |                         |        |
|  |                         |                         |                         |          |                    |                    |  |  | Pechino, 23 agosto 2008 |        |
|  |                         |                         |                         |          |                    |                    |  |  |                         |        |

### Quarti di finale
| Arbitro: | Baum, Goralczyk |

|                  |           |              |
| Larsen, Lybekk 6 | Marcatori | Torstenson 6 |

| Arbitro: | Liudowyk, Vakula |

|          |           |             |
| Maier 11 | Marcatori | Kovacsicz 7 |

| Arbitro: | Aires, Aparecido |

|        |           |         |
| Park 8 | Marcatori | Huang 5 |

| Arbitro: | Liu, Liu |

|            |           |           |
| Bliznova 6 | Marcatori | Signate 7 |

### Play-off 5º-8º posto
| Arbitro: | Karbas-Chi |

|              |           |           |
| Torstenson 6 | Marcatori | Wang S. 5 |

| Arbitro: | Baum, Goralczyk |

|         |           |            |
| Maier 9 | Marcatori | Baudouin 7 |

### Semifinali
| Arbitro: | Breto, Huelin |

|                        |           |        |
| Hammerseng, Johansen 6 | Marcatori | Moon 9 |

| Arbitro: | Baum, Goralczyk |

|           |           |            |
| Görbicz 3 | Marcatori | Bliznova 6 |

### Finale 7º posto
| Arbitro: | Elmoamli, Shaban Ali |

|           |           |                   |
| Gullden 9 | Marcatori | Meirosu, Stanca 6 |

### Finale 5º posto
| Arbitro: | Krstic, Ljubic |

|          |           |                               |
| Liu Y. 7 | Marcatori | Herbrecht, Pecqueux-Rolland 7 |

### Finale 3º posto
| Arbitro: | Chernega, Poladenko |

|         |           |           |
| Moon 10 | Marcatori | Ferling 7 |

### Finale
| Arbitro: | Bord, Buy |

|              |           |            |
| Riegelhuth 9 | Marcatori | Bliznova 6 |

## Classifica finale
| Pos | Squadre       |
| --- | ------------- |
|     | Norvegia      |
|     | Russia        |
|     | Corea del Sud |
| 4   | Ungheria      |
| 5   | Francia       |
| 6   | Cina          |
| 7   | Romania       |
| 8   | Svezia        |
| 9   | Brasile       |
| 10  | Kazakistan    |
| 11  | Germania      |
| 12  | Angola        |

## Podio
| Oro | Argento | Bronzo |
| Norvegia | Russia | Corea del Sud |
| Ragnhild Aamodt Karoline Dyhre Breivang Marit Malm Frafjord Gro Hammerseng Katrine Lunde Haraldsen Kari Aalvik Grimsboe Kari Mette Johansen Tonje Larsen Kristine Lunde Else-Marthe Sørlie Lybekk Tonje Noestvold Katja Nyberg Linn-Kristin Riegelhuth Goeril Snorroeggen | Ekaterina Andrjušina Irina Bliznova Elena Dmitrieva Anna Kareeva Ekaterina Marennikova Elena Polënova Irina Poltorackaja Ljudmila Postnova Oksana Romenskaja Natal'ja Šipilova Marija Sidorova Inna Suslina Ėmilija Turej Jana Uskova | An Jung-hwa Bae Min-hee Choi Im-jeong Hong Jeong-ho Huh Soon-young Kim Cha-youn Kim Nam-sun Kim O-na Lee Min-hee Moon Pil-hee Oh Seong-ok Oh Yong-ran Park Chung-hee Song Hai-rim |

## Statistiche

### Classifica marcatrici
Fonte: Report ufficiale dei Giochi della XXIX Olimpiade.
| Pos. | Nome                | Nazionale     | Reti | Tiri |
| ---- | ------------------- | ------------- | ---- | ---- |
| 1    | Ramona Maier        | Romania       | 56   | 78   |
| 2    | Anita Görbicz       | Ungheria      | 49   | 105  |
| 3    | Hong Jeong-ho       | Corea del Sud | 44   | 66   |
| 4    | Moon Pil-Hee        | Corea del Sud | 42   | 83   |
| 5    | Johanna Ahlm        | Svezia        | 40   | 95   |
| 6    | Park Chung-Hee      | Corea del Sud | 37   | 62   |
| 6    | Ljudmila Postnova   | Russia        | 37   | 76   |
| 8    | Irina Bliznova      | Russia        | 36   | 70   |
| 9    | Liu Yun             | Cina          | 35   | 49   |
| 10   | Ionela Stanca-Gâlcă | Romania       | 33   | 41   |
| 10   | Linnea Torstenson   | Svezia        | 33   | 90   |

## Premi individuali
Migliori giocatrici del torneo.
| Ruolo            | Giocatrice                |
| ---------------- | ------------------------- |
| Portiere         | Katrine Lunde Haraldsen   |
| Ala sinistra     | Orsolya Vérten            |
| Terzino sinistro | Ljudmila Postnova         |
| Centrale         | Oh Seong-ok               |
| Terzino destro   | Irina Bliznova            |
| Ala destra       | Ramona Maier              |
| Pivot            | Else-Marthe Sørlie Lybekk |